# Elisabeth Christina von Linné

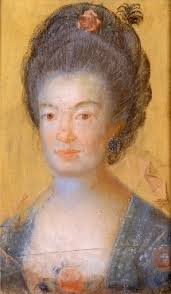
Elisabeth Christina von Linné, gemalt von Sven Nikolaus Höök

Elisabeth Christina von Linné (geb. 14. Juni 1743 in Uppsala; gest. 15. April 1782 ebenda) war eine schwedische Botanikerin.

## Leben und Wirken
Elisabeth Christina wurde 1743 als älteste Tochter und zweites Kind von Carl von Linné und Sara Elisabeth Moræa geboren. Sie hatte sechs Geschwister. Von Linné erhielt keine formale akademische Ausbildung. Vermutlich wurde sie zu Hause unterrichtet und verfolgte auch die Studien ihres Bruders Carl. Im Alter von zwanzig Jahren heiratete sie den Major Carl Fredrik Bergencrantz. Das Paar bekam zwei Kinder, Carl Fredrik und Sara Elisabeth. Carl verstarb schon früh. Einige Jahre nach der Hochzeit zog Elisabeth Christina zusammen mit ihrer Tochter zurück zu ihren Eltern, um den Misshandlungen durch ihren Mann zu entgehen. Auf Linnés Hammarby verstarb sie im Alter von 38 Jahren an einer Lungenentzündung.
Im Sommer des Jahres 1762 bemerkte von Linné erstmals, dass die orange-rote Kapuzinerkresse in der Dämmerung kleine Blitze auszusenden schien. Sie schrieb ihre Beobachtungen und Theorien über den Ursprung dieser Blitze nieder und legte sie unter dem Titel Om indianska krassens blickande (deutsch: Über das Flackern der Kapuzinerkresse) der Königlich Schwedische Akademie der Wissenschaften vor. Ihr Vater fügte dem einen eigenen Artikel hinzu.

## Rezeption

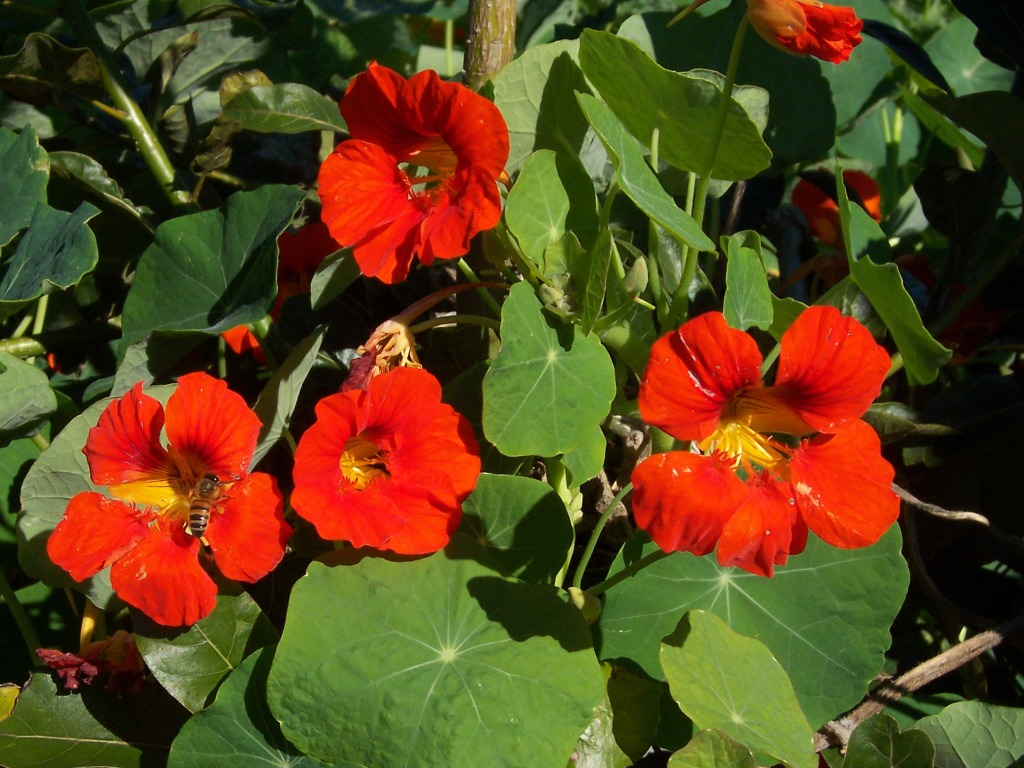
Große Kapuzinerkresse

Der deutsche Dichter und Naturforscher Johann Wolfgang von Goethe war von Linnés Entdeckung fasziniert und nannte sie das „Elisabeth Linnaeus-Phänomen“. Erstmals in Druck gab Goethe seine eigenen Beobachtung zu dieser Erscheinung 1810 in dem bekannten Werk Zur Farbenlehre. Über 100 Jahre später bemerkte Thore Magnus Fries, Professor für Botanik an der Universität Uppsala, dass es weitere Pflanzen gab, die die Blitze auszusenden schienen; alle waren rot-orange. 1914 resümiert Friedrich August Wilhelm Thomas die Forschungen und Erkenntnisse über das Phänomen, das vor allem dann auftritt, wenn die orangeroten Blüten im Gegensatz zu den grünen Blättern stehen. Er führt dazu auch eigene Versuche durch. Heinrich Remberg beschreibt das Elisabeth-Linné-Phänomen 1950 als Sonderfall des Lichtpunktglitzerns. Demnach führen über der Zapfenschwelle liegende Lichtreize zu einer minimalen Erregung der Zapfen. Diese Erregungsimpulse werden in der Sehrinde überlagert von spontanen rhythmischen Erregungsvorgängen und rufen so die Erscheinung hervor.
Von Linnés Entdeckung beeinflusste auch die frühe englische Romantikbewegung. Der Arzt, Wissenschaftler und Dichter Erasmus Darwin erwähnt diese 1789 in The botanic garden, part II, containing the loves of the plants. Durch Darwins Berichte inspiriert verweisen William Wordsworth und Samuel Taylor Coleridge in ihren Gedichten auf blitzende Blumen.

### Rezeption in der Populärkultur
In dem Roman Den som jag trodde skulle göra mig lycklig (2013) schreibt Christina Wahldén über Linnés (unerwiderte) Liebe zu Daniel Solander, einem Schüler ihres Vaters, und zur Wissenschaft.
Ann Granhammer beschreibt in Den indianska krassens blickande (2006) wie Linné feststellen muss, dass ihr der Weg in die Wissenschaft versperrt ist, weil sie eine Frau ist.